# Rothmans International Series
La Rothmans International Series fu un campionato motoristico disputato in Australia tra il 1976 e il 1979. Impiegava vetture di Formula 5000.

## La storia
Il campionato venne creato dopo che la  Formula Tasman, serie disputata tra Australia e Nuova Zelanda, s'interruppe definitivamente nel 1975; le quattro gare australiane del defunto campionato vennero riunite nella nuova serie. La Rothmans Series si disputava così, a febbraio, sui circuiti di Sandown, Adelaide, Oran Park e Surfers Paradise.
Il pilota locale Vern Schuppan vinse la prima edizione su Lola T332-Chevrolet con l'ultimo impegno cancellato, sul Circuito di Surfers Paradise. L'ex campione della Tasman, Warwick Brown si aggiudicò i titoli 1977 e 1978, con una vettura Lola del VDS team. Larry Perkins conquistò il campionato 1979, l'ultimo della serie, con una Elfin MR8.
Molti importanti piloti furono concorrenti nella categoria: Alan Jones (poi campione del mondo di Formula 1 nel 1980), l'inglese Peter Gethin,  John Goss, il due volte Gold Star Champion Kevin Bartlett, il tre volte trionfatore della Tasman Graham McRae e il futuro campione australiano Alfredo Costanzo. Anche il rallysta e stradista Colin Bond corse nell'edizione 1979.

## Albo d'oro
| Anno | Campione      | Vettura               | Team              |
| ---- | ------------- | --------------------- | ----------------- |
| 1976 | Vern Schuppan | Lola T332-Chevrolet   | Theodore Racing   |
| 1977 | Warwick Brown | Lola T430-Chevrolet   | Racing Team VDS   |
| 1978 | Warwick Brown | Lola T333CS-Chevrolet | Racing Team VDS   |
| 1979 | Larry Perkins | Elfin MR8-Chevrolet   | Ansett Team Elfin |